# Be BeBox
Be BeBox (BeBox) је био професионални рачунар фирме Be који је почео да се производи у САД од 1995. године.
Користио је два RISC PowerPC 603 или 603e као микропроцесоре. RAM меморија рачунара је имала капацитет до 256 MB (до 8 72-пинских SIMM модула).
Као оперативни систем кориштен је BeOs.

## Детаљни подаци
Детаљнији подаци о рачунару BeBox су дати у табели испод.
|                       |                                             |
| [ 1 ]                 |                                             |
| Произвођач            |                                             |
| Тип                   | професионални рачунар                       |
| Меморија              | све до 256 (до 8 72-пинских SIMM модула)    |
| Поријекло             | Сједињене Америчке Државе                   |
| Година                | 1995                                        |
| Тастатура             | стандардна PC-AT                            |
| Процесор              | два 603 или 603e                            |
| Фреквенција процесора | 66 или 133                                  |
| RAM                   | све до 256 (до 8 72-пинских SIMM модула)    |
| ROM                   | непознато                                   |
| Текст                 | 80 стубова x 25 линија                      |
| Графика               | 640x480 до 1600x1200                        |
| Боја                  | 256 до 16,7 милиона боја                    |
| Звук                  | 16-битни стерео звук - дуални MIDI канали   |
| Димензије             | 21 (ширина) x 39,8 (висина) x 46,1 (дубина) |
| Портови               |                                             |
| Оперативни систем     |                                             |